# Georgia Engel
Georgia Bright Engel (n. 28 iulie 1948, Washington, D.C., District of Columbia, SUA – d. 12 aprilie 2019, Princeton, New Jersey, SUA) a fost o comediană americană. Este cunoscută în special pentru rolul său în Năzdrăvanii din pădure.